# Comitatul Wexford
Wexford (în irlandeză Contae Loch Garman) este un comitat din Irlanda.